# Gunung Abang
Gunung Abang är ett berg i Indonesien.   Det ligger i provinsen Provinsi Bali, i den sydvästra delen av landet, 1 000 km öster om huvudstaden Jakarta. Toppen på Gunung Abang är 2 151 meter över havet, eller 895 meter över den omgivande terrängen. Bredden vid basen är 24,3 km. Gunung Abang ligger på ön Bali. Det ligger vid sjön Danau Batur.
Terrängen runt Gunung Abang är kuperad åt sydväst, men åt nordost är den bergig. Runt Gunung Abang är det ganska tätbefolkat, med 214 invånare per kvadratkilometer. I omgivningarna runt Gunung Abang växer i huvudsak städsegrön lövskog.